# Tatra T6A5

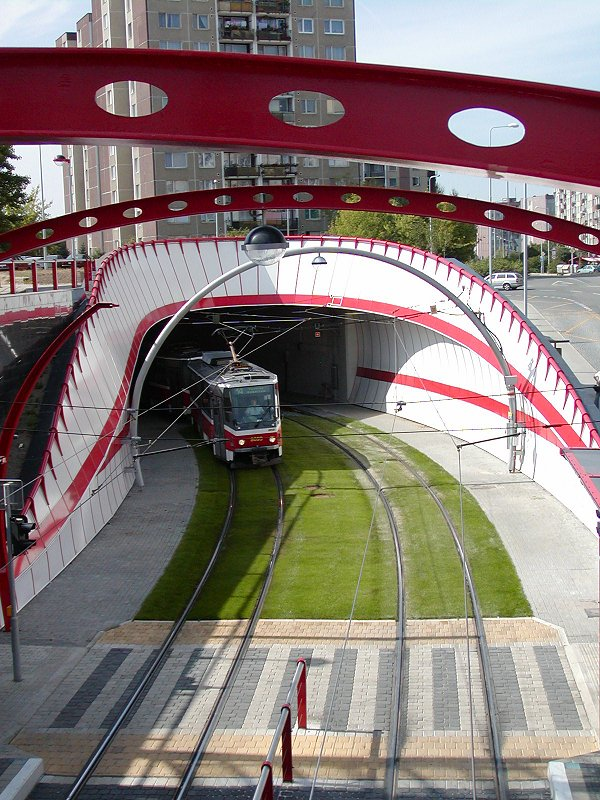
Tatra T6A5 na linii do Barrandova w Pradze

Tatra T6A5 – typ tramwaju wytwarzanego w latach 1991–1998 w zakładach ČKD w Pradze w Czechach.

## Konstrukcja
T6A5 to jednoczłonowy, jednokierunkowy, wysokopodłogowy wagon silnikowy wyposażony w troje odskokowych drzwi (początkowo montowano także drzwi harmonijkowe). Silnik wyposażono w regulację tyrystorową (typu TV3). Ogółem wyprodukowano 296 egzemplarzy na tory o rozstawie szyn 1000 mm i 1435 mm.
W Pradze w 1998 dokonano modernizacji wozu T3 poprzez montaż pudła tramwaju T6A5 na standardowym podwoziu T3, z zastosowaniem nowego wyposażenia elektrycznego typu TV14. Wóz ten oznaczono jako T6A5.3 i otrzymał nr taborowy 8600. Zmodernizowano w ten sposób tylko jeden wagon, gdyż koszty równały się cenie nowego tramwaju.

## Dostawy
| Państwo        | Miasto         | Typ            | Rozstaw szyn   | Lata dostaw    | Liczba | Numery taborowe |       |
| -------------- | -------------- | -------------- | -------------- | -------------- | ------ | --------------- | ----- |
| Czechy         | Brno           | T6A5           | 1435 mm        | 1996           | 20     | 1201–1220       | [ 1 ] |
| Czechy         | Ostrawa        | T6A5           | 1435 mm        | 1994–1998      | 38     | 1101–1138       | [ 2 ] |
| Czechy         | Praga          | T6A5           | 1435 mm        | 1995–1997      | 150    | 8601–8750       | [ 3 ] |
| Czechy         | Praga          | nadwozie       | 1435 mm        | 1998           | 1      | 8600            | [ 4 ] |
| Słowacja       | Bratysława     | T6A5           | 1000 mm        | 1991-1997      | 58     | 7901–7958       | [ 5 ] |
| Słowacja       | Koszyce        | T6A5           | 1435 mm        | 1992–1993      | 30     | 600–629         | [ 6 ] |
| Łączna liczba: | Łączna liczba: | Łączna liczba: | Łączna liczba: | Łączna liczba: | 296    |                 |       |

## Eksploatacja
Pierwsze dwa prototypy wyprodukowane w roku 1991 testowane były początkowo w Pradze (nr 0026 i 0027), a następnie zostały sprzedane do Bratysławy, gdzie są eksploatowane do dziś pod nr. 7901 i 7902. W wozach 0030 i 0032 wyprodukowanych w 1996 testowano nowe wyposażenie elektryczne typu TV14 i TV30, ale po upadku ČKD zamontowano w nich standardowe dla serii wyposażenie TV3 i sprzedano do Bratysławy (nr 7957 i 7958).
Fabrycznie nowe tramwaje T6A5 eksploatowane są na terenie Czech (Brno, Ostrawa, Praga) i Słowacji (Bratysława, Koszyce), a wagony używane w Bułgarii (Sofia) i Charkowie (Ukraina). Najwięcej (150 sztuk) zakupiło przedsiębiorstwo komunikacyjne Pragi.
W 2016 r. przewoźnik z Sofii zakupił 20 używanych tramwajów T6A5 z Pragi. Pierwsze dziesięć wagonów (wszystkie wyprodukowane w 1995 r.) dostarczono do Bułgarii na przełomie czerwca i lipca 2016 r. W tym samym roku z Pragi do ukraińskiego Charkowa dostarczono 10 używanych tramwajów T6A5.
19 czerwca 2021 roku, największy odbiorca tramwajów T6A5 jakim było przedsiębiorstwo komunikacyjne w Pradze zakończyło eksploatację tramwajów T6A5.
| Państwo        | Miasto         | Rozstaw szyn   | Lata dostaw     | Liczba | Numery taborowe                                |        |
| -------------- | -------------- | -------------- | --------------- | ------ | ---------------------------------------------- | ------ |
| Czechy         | Brno           | 1435 mm        | 1996, 2019-2020 | 48     | 1201-1248                                      | [ 10 ] |
| Czechy         | Ostrawa        | 1435 mm        | 1994-1998       | 32     | 1101-1138                                      | [ 11 ] |
| Słowacja       | Bratysława     | 1000 mm        | 1991-1997       | 58     | 7901-7958                                      | [ 12 ] |
| Słowacja       | Koszyce        | 1435 mm        | 1992-1993       | 22     | 600-629                                        | [ 13 ] |
| Bułgaria       | Sofia          | 1435 mm        | 2016-2021       | 53     | 4140-4195                                      | [ 14 ] |
| Ukraina        | Charków        | 1524 mm        | 2017            | 8      | 4519, 4520, 4523, 4532, 4543, 4547, 4556, 4563 | [ 15 ] |
| Ukraina        | Kijów          | 1524 mm        | 2017-2018       | 6      | 005, 027, 309, 315-317                         | [ 16 ] |
| Ukraina        | Kamieńskie     | 1524 mm        | 2020            | 5      | 2020-2024                                      | [ 17 ] |
| Łączna liczba: | Łączna liczba: | Łączna liczba: | Łączna liczba:  | 232    |                                                |        |